# If I Were King (film, 1920)
Pour plus de détails, voir Fiche technique et Distribution.
If I Were King est un film américain réalisé par J. Gordon Edwards, sorti en 1920.

## Synopsis
Le connétable Thibault fait emprisonner le poète vagabond François Villon, lorsqu'il apprend que ce dernier est au courant de la conspiration qu'il mène avec le Duc de Bourgogne pour renverser Louis XI. Katherine, la pupille du roi, rend visite à Villon et, apprenant son histoire de trahison, le fait libérer pour qu'il puisse avoir des preuves de ses accusations. Pour cela, Villon se rend à la taverne qui est le siège du complot et y récite son poème "Si j'étais roi" (If I were king). Le roi, qui était dans la taverne sous un déguisement, décide de nommer le poète connétable à la place de Thibault, qui a déserté pour rejoindre les Bourguignons. Mais le roi lui impose une semaine pour gagner l'amour de Catherine, à défaut de quoi il sera pendu. En sept jours, Villon bat l'armée du duc, déjoue un complot contre le roi. À la fin de la semaine, il est en train de bravement monter sur l'échafaud quand Katherine lui proclame son amour et ainsi le libère. 

## Fiche technique
- Titre original : If I Were King
- Réalisation : J. Gordon Edwards
- Scénario : E. Lloyd Sheldon, d'après la pièce et le roman homonymes de Justin Huntly McCarthy
- Photographie : John W. Boyle
- Production : William Fox
- Société de production : Fox Film Corporation
- Société de distribution : Fox Film Corporation
- Pays d'origine :  États-Unis
- Langue originale : anglais
- Format : noir et blanc — 35 mm — 1,37:1 — Muet
- Genre : Historique
- Durée : 80 minutes (8 bobines)
- Date de sortie :
  - États-Unis : 9 août 1920
- Licence : domaine public

## Distribution
- William Farnum : François Villon
- Betty Ross Clarke : Catherine de Vaucelles
- Fritz Leiber : Louis XI
- Walter Law : Thibault, le connétable
- Harry Carvill : Triestan
- Claude Payton : Montigney
- V.V. Clogg : Toison D'Or
- Harold Clairmont : Noël
- Renita Johnson : Huguette
- Kathryn Chase : Elizabeth

## Autour du film
- Remakes : le même roman a servi de source à If I Were King en 1911, à The Beloved Rogue en 1927 ou encore au Roi des gueux en 1938.